# FF-959 부산
FF-959 부산은 대한민국 해군이 운용하는 울산급 호위함 중 하나이다.